# Komitat Szilágy
Das Komitat Szilágy [ˈsilaːɟ] (ungarisch Szilágy vármegye, rumänisch Comitatul Sălaj) war eine Verwaltungseinheit im Osten des Königreichs Ungarn. Verwaltungssitz war Zilah.

## Lage

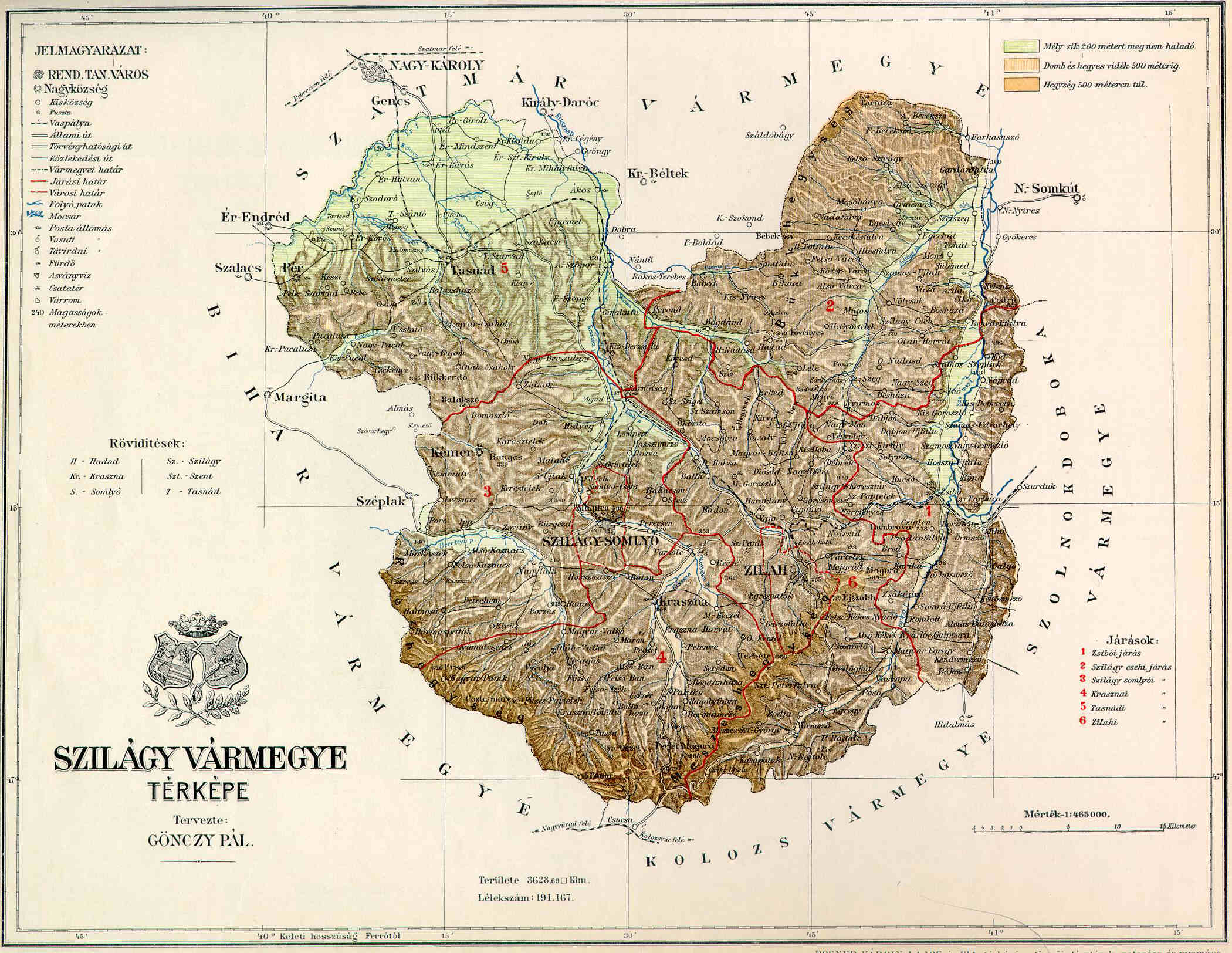
Karte des Komitats Szilágy um 1890

Das Komitat grenzte im Norden an das Komitat Szatmár, im Westen an Bihar, im Süden an das Komitat Klausenburg (Kolozs) sowie im Osten an Szolnok-Doboka.

## Geschichte
Zum sogenannten Partium gehörig, entstand das Komitat 1876 im Zuge einer Verwaltungsreform aus den bis dahin bestehenden Komitaten Kraszna, Közép-Szolnok und einem Teil des Komitats Doboka (Stuhlbezirk Felsőegregy). Durch den Vertrag von Trianon wurde es 1920 Rumänien zugeschlagen und bestand als Kreis Sălaj weiter bis 1960. Heute liegt es zum großen Teil im rumänischen Kreis Sălaj, kleinere Teile im Nordwesten gehören zum Kreis Satu Mare und im Nordosten zum Kreis Maramureș.

## Bezirksunterteilung

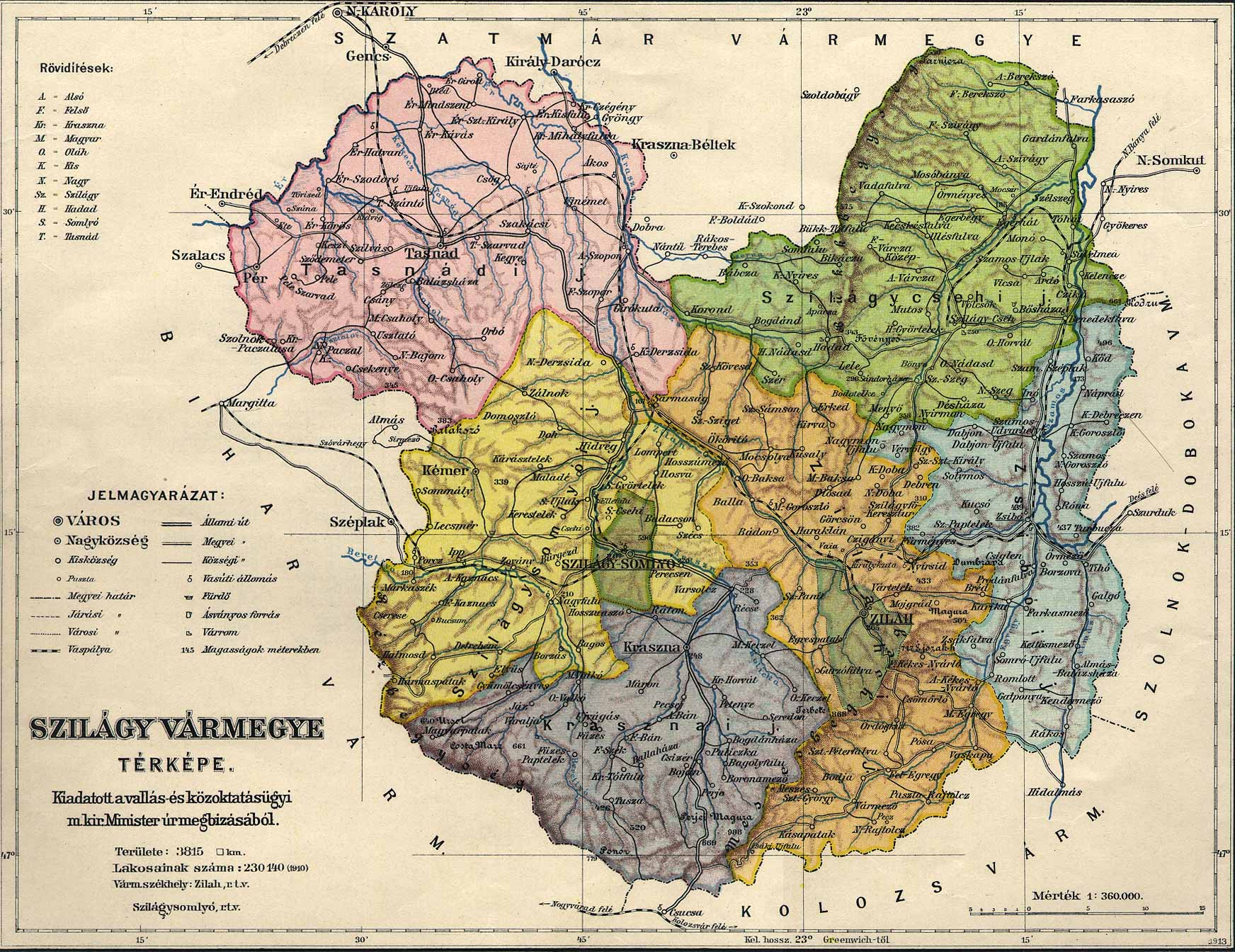
Administrative Karte

Im frühen 20. Jahrhundert bestanden folgende Stuhlbezirke (nach dem Namen des Verwaltungssitzes benannt):
| Stuhlbezirke (járások)                   | Stuhlbezirke (járások)                |
| Stuhlbezirk                              | Verwaltungssitz                       |
| ---------------------------------------- | ------------------------------------- |
| Kraszna                                  | Kraszna, heute Crasna                 |
| Szilágycseh                              | Szilágycseh, heute Cehu Silvaniei     |
| Szilágysomlyó                            | Szilágysomlyó, heute Șimleu Silvaniei |
| Tasnád                                   | Tasnád, heute Tășnad                  |
| Zilah                                    | Zilah, heute Zalău                    |
| Zsibó                                    | Zsibó, heute Jibou                    |
| Stadtbezirke (rendezett tanácsú városok) |                                       |
| Szilágysomlyó, heute Șimleu Silvaniei    |                                       |
| Zilah, heute Zalău                       |                                       |

Sämtliche Orte liegen im heutigen Rumänien.